# Mega Man (TV-serie)
Mega Man är en japansk-amerikansk animerad TV-serier producerad av Capcom Productions, Ruby-Spears Productions, Ashi Productions, och Ocean Productions, och baserad på TV-spelsserien med samma namn. Serien började sändas den 11 september 1994, och pågick fram till 10 december 1995. Två säsonger producerades, och en tredje var planerad. Trots höga tittarsiffror avbröts dessa planer dock av ekonomiska skäl.

## Handling
Dr. Light och Dr. Wily arbetade en gång i tiden tillsammans med att utveckla nya robotar. En dag slutförde de bygget av en avancerad prototyp, som strax efter aktivering började förstöra laboratoriet. Dr. Light trodde först att prototypens navigeringssystem, som Dr. Wily ensam hade programmerat, var orsaken. Senare samma natt försökte Dr. Wily komma åt planerna, men Dr. Light stoppade honom. Dr. Wily lyckas dock knocka Dr. Light, smita iväg, och utveckla den nya robot-prototypen, Protoman.
Dr. Light bygger senare robotarna Rock och Roll, samt robotarna Ice Man, Guts Man, and Cut Man. Dr. Wily och Protoman ger sig av för att stjäla robotarna, och omprogrammera dem. Dr. Wily misslyckas dock med att omprogrammera Rock och Roll, men Rock lyckas dock lura Dr. Wily. Han förklarar för Dr. Wily att Dr. Light även byggt "superkrigarrobotar", och om han låter Rock och Roll vara, skall han tala om hur man besegrar dessa robotar. Rock använder sig av denna lögn (Dr. Wily tror inte att någon robot kan ljuga) för att fly tillsammans med Roll. Dr. Light beslutar sig för att omprogrammera Rock till Mega Man.
Med sig på sina äventyr har Mega Man även robothunden Rush, som karaktärsmässigt påminner mycket om Scooby-Doo.

## Hemvideoutgivningar
Serien började ges ut på VHS i januari 1995.
I region 1 utgavs volym 1 till DVD av ADW Films den 21 januari 2003. och volym 2 den 18 mars samma år. 2009 återutgav ADW första halvan.
I juni 2013 meddelades att Discotek Media skulle släppa hela serien under tidigt 2014. Den 30 september 2014 släpptes hela serien till DVD i region 1.

### Fotnoter
1. ↑  ”Mega Man - Vol. 1: A Hero Is Born” (på engelska). TV Shows on DVD. 21 januari 2018. Arkiverad från originalet den 3 mars 2018. https://web.archive.org/web/20180303105643/http://www.tvshowsondvd.com/releases/Mega-Man-Volume-Release/1806. Läst 2 mars 2018.
2. ↑  ”Mega Man - Vol. 2: Battle for the Future” (på engelska). TV Shows on DVD. 21 januari 2018. Arkiverad från originalet den 9 juli 2014. https://web.archive.org/web/20140709222744/http://www.tvshowsondvd.com/releases/Mega-Man-Volume-Release/1807. Läst 2 mars 2018.
3. ↑  ”Discotek Adds 1993 Japanese-American Mega Man Cartoon”. Anime News Network. http://www.animenewsnetwork.com/news/2013-06-11/discotek-adds-1994-japanese-american-mega-man-tv-show. Läst 14 juni 2014.
4. ↑  ”Mega Man - Complete TV Series” (på engelska). TV Shows on DVD. 30 september 2014. Arkiverad från originalet den 3 mars 2018. https://web.archive.org/web/20180303050514/http://www.tvshowsondvd.com/releases/Mega-Man-Complete-Series/14860. Läst 2 mars 2018.